# Mulini Asciutti
I Mulini Asciutti sono una delle architetture che si trovano all'interno del Parco di Monza.

## Storia e descrizione
Progettati da Giacomo Tazzini nel 1834 sul luogo in cui già esisteva in precedenza un mulino, si presentano come un unico edificio a pianta quadrata, tagliato in due blocchi simmetrici dalla roggia Mulini Asciutti, che lo attraversa azionando le sei pale. Un portico a nord, caratterizzato da una volta in muratura, raccorda le due ali che ospitano gli ingranaggi del mulino e i locali adibiti ad abitazione. Presenta muri perimetrali in laterizio a vista, con la zoccolatura in ceppo; i solai, in legno, hanno un'orditura primaria e secondaria. Simmetrici anche i due fienili, caratterizzati da una pianta a T, anch'essi in muratura, con basamento in ceppo e copertura in tegole. A concludere il complesso vi è anche un forno a pianta rettangolare, con muri perimetrali in laterizio e pietra e una copertura a tre falde collegate.
Il complesso, in parte adibito ancora ad abitazione privata, è utilizzato d'estate come centro didattico ricreativo.